# Utilisation des statistiques en science

Les définitions et classifications utilisées sont basées sur la Recommandation concernant la normalisation internationale des statistiques relatives à la science et à la technologie UNESCO, 1978) et sur le Manuel de Frascati (OCDE, 2002).
D'une façon plus générale les statistiques s'utilisent dans toutes les sciences.